# Norma Nolan
Norma Nolan (sinh 22 tháng 4 năm 1938) là một hoa hậu của đất nước Argentina. Bà là người phụ nữ Argentina đầu tiên đăng quang danh hiệu Hoa hậu Hoàn vũ. Bà có gốc Ireland và Ý.